# Barnabe Barnes
Barnabe Barnes (Stonegrave? (Yorkshire), ca. 1568 - ?, december 1609) was een Engels dichter en toneelschrijver. Hij was de vierde zoon van Richard Barnes, bisschop van Durham.
Hij studeerde aan het Brasenose College van de Universiteit van Oxford.
In 1591 ging hij naar Frankrijk in het gezelschap van Robert Devereux, de 2e graaf van Essex. Na zijn terugkeer publiceerde hij Parthenophil and Parthenophe, Sonnettes, Madrigals, Elegies and Odes, een sonnettencyclus met ook andere gedichten (1593).
In 1595 verscheen een reeks religieuze sonnetten, getiteld A Divine Century of Spiritual Sonnets. 
Barnes schreef twee toneelstukken: The Battle of Hexham, waarvan de tekst verloren is gegaan, en The Devil's Charter, een anti-katholieke tragedie over het leven van paus Alexander VI, die door Shakespeares gezelschap voor de koning werd opgevoerd.
Barnes verleende een rentevrije lening aan de Lord Chamberlain's Men, het gezelschap van William Shakespeare, om het hun mogelijk te maken speelruimte te huren in de aanloop naar de bouw van het Globe Theatre. Waarschijnlijk heeft hij Shakespeare nooit persoonlijk ontmoet.
Barnabe Barnes overleed in december 1609 en werd begraven in Durham.